# Красти за решёткой
«Krusty Gets Busted» (с англ. — «Красти за решёткой») — двенадцатая серия первого сезона мультсериала «Симпсонов». Впервые вышла 29 апреля 1990 года на телеканале «Fox». Содержит первое появление «шоу клоуна Красти» и первую роль со словами Сайдшоу Боба.

## Сюжет
В начале серии Барт, Лиза и Мэгги смотрят «шоу Клоуна Красти», где он под аплодисменты детей стреляет из пушки Сайдшоу Бобом. В то время как Мардж звонит Гомеру и просит остановиться в магазине «На скорую руку». Возвращаясь с работы домой, Гомер становится свидетелем ограбления этого магазина. Грабителем является маскированный клоун, напоминающий клоуна Красти, и того отправляют в тюрьму, а его место в шоу на телевидении занимает Боб. «Шоу Клоуна Красти» переименован в «Вереницу прихоти Сайдшоу Боба» (англ. Sideshow Bob’s Cavalcade of Whimsy)
Барт умоляет не давать показания в суде против Красти, но Гомер упорствует и свидетельствует, что видел именно Красти при ограблении магазина. Клоуна отправляют в тюрьму. Барт верит, что его герой не мог преступить закон и просит помощи у Лизы. Для доказательства невиновности они отправляются на место преступления и им удалось кое-что обнаружить. Во-первых, грабитель грел пирожок в микроволновке, и на ней было написано, что люди с кардиостимулятором не могут находиться около неё, хотя, как говорит Лиза, у Красти есть кардиостимулятор, вживлённый ему после инфаркта. Она так же упоминает, что она и Барт посылали Красти открытки после этого сердечного приступа. Во-вторых, на плёнке скрытой камеры в магазине было видно, что преступник читал журнал, хотя на суде выяснилось, что Красти не умеет читать. Таким образом, Лиза начинает верить, что Клоун Красти невиновен.
Вскоре они приходят к Сайдшоу Бобу, чтобы сказать ему о том, что клоуна оклеветали, но поскольку они не успевают сказать это за кулисами, Барту выпала возможность сказать это в прямом эфире, и он этой возможностью воспользовался, перечислив все те улики, которые им удалось обнаружить с Лизой в магазине Апу. Боб приводит аргументы, доказывающие, что Красти мог быть вором, даже несмотря на то, что он читал журнал и стоял у микроволновки. Боб сказал Барту: во-первых, Красти редко слушается врачей, во-вторых: он мог не читать журнал, а смотреть смешные карикатуры в нём. Тогда же Боб вскользь упоминает о своих огромных ногах, и Барт вспоминает, что у грабителя размер ступни тоже был большим, в то время как ноги Красти очень маленькие. Это стало решающим аргументом, с помощью которого Барт доказал в прямом эфире, что именно Боб подставил клоуна Красти. В итоге Боба арестовывают и отправляют в тюрьму, а Красти освобождают. Шеф Виггам и Гомер просят у него прощения, а сам клоун благодарит Барта за доверие.